# Sorbus thuringiaca
Sorbus thuringiaca är en rosväxtart. Sorbus thuringiaca ingår i släktet oxlar, och familjen rosväxter.

## Underarter
Arten delas in i följande underarter:
- S. t. boscii
- S. t. thuringiaca